# Comuna Timcău, Codâma
Timcău (în ucraineană Тимкове, transliterat: Tîmkove) este o comună în raionul Codâma, regiunea Odesa, Ucraina, formată din satele Kîrîlivka și Timcău (reședința).

## Demografie
Componența lingvistică a comunei Timcău
     Ucraineană (92,74%)
     Rusă (4,08%)
     Română (3,06%)
Conform recensământului din 2001, majoritatea populației comunei Timcău era vorbitoare de ucraineană (92,74%), existând în minoritate și vorbitori de rusă (4,08%) și română (3,06%).